# Mozart (cratère)
Pour les articles homonymes, voir Mozart (homonymie).
Mozart est un cratère d'impact présent sur la surface de Mercure. 

## Présentation
Le cratère fut ainsi nommé par l'Union astronomique internationale en 1976 en hommage au compositeur autrichien Wolfgang Amadeus Mozart. 
Son diamètre est de 241 km. Il se situe dans le quadrangle de Tolstoj (quadrangle H-8) de Mercure.

## Galerie

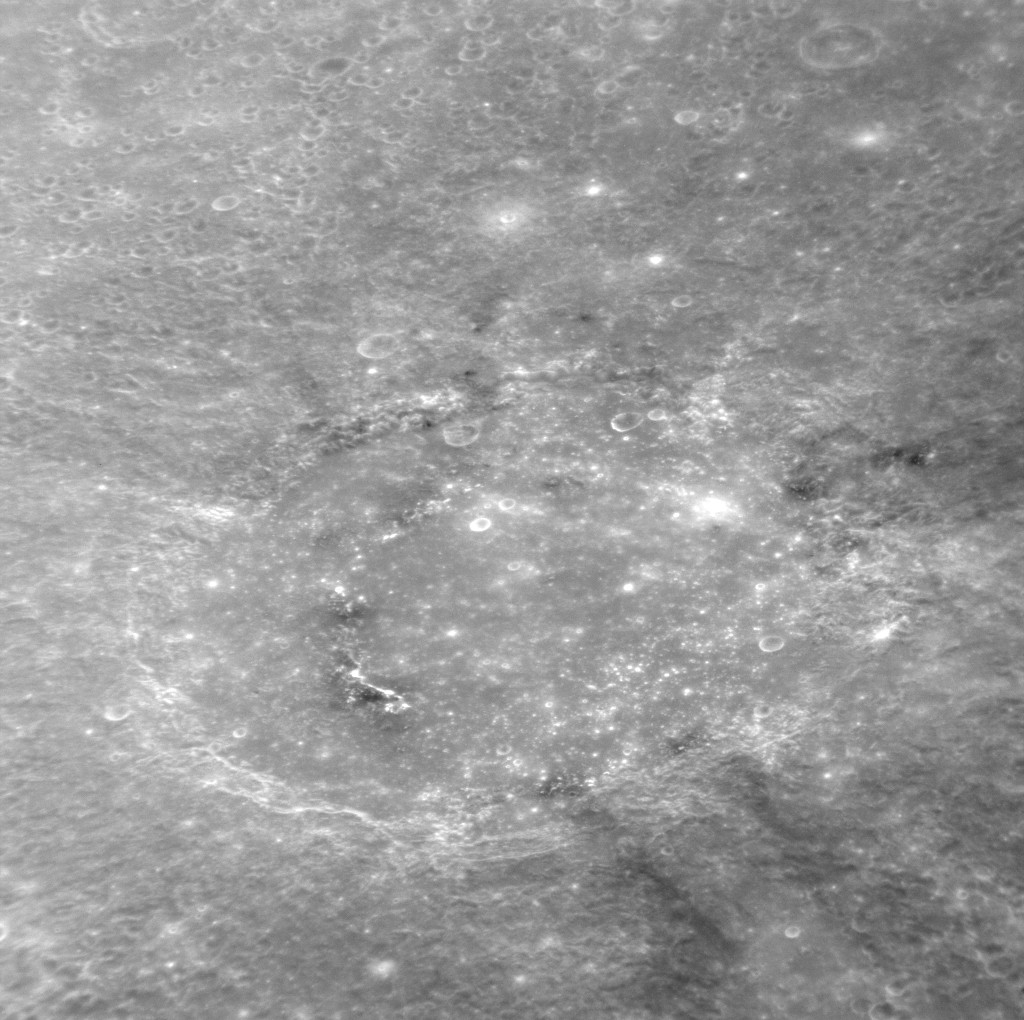
première vue du cratère par MESSENGER (2008)
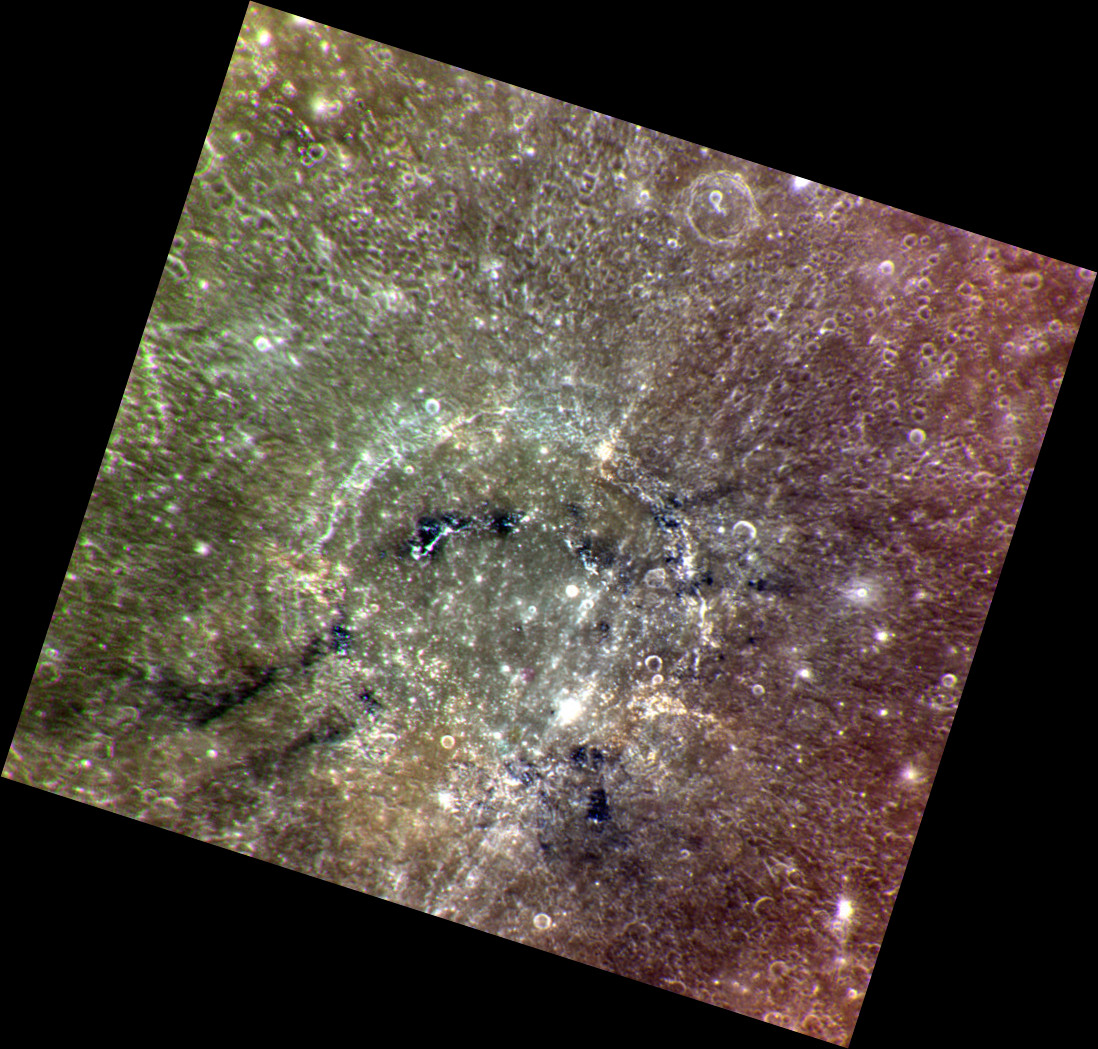
vue colorisée, MESSENGER (2011)
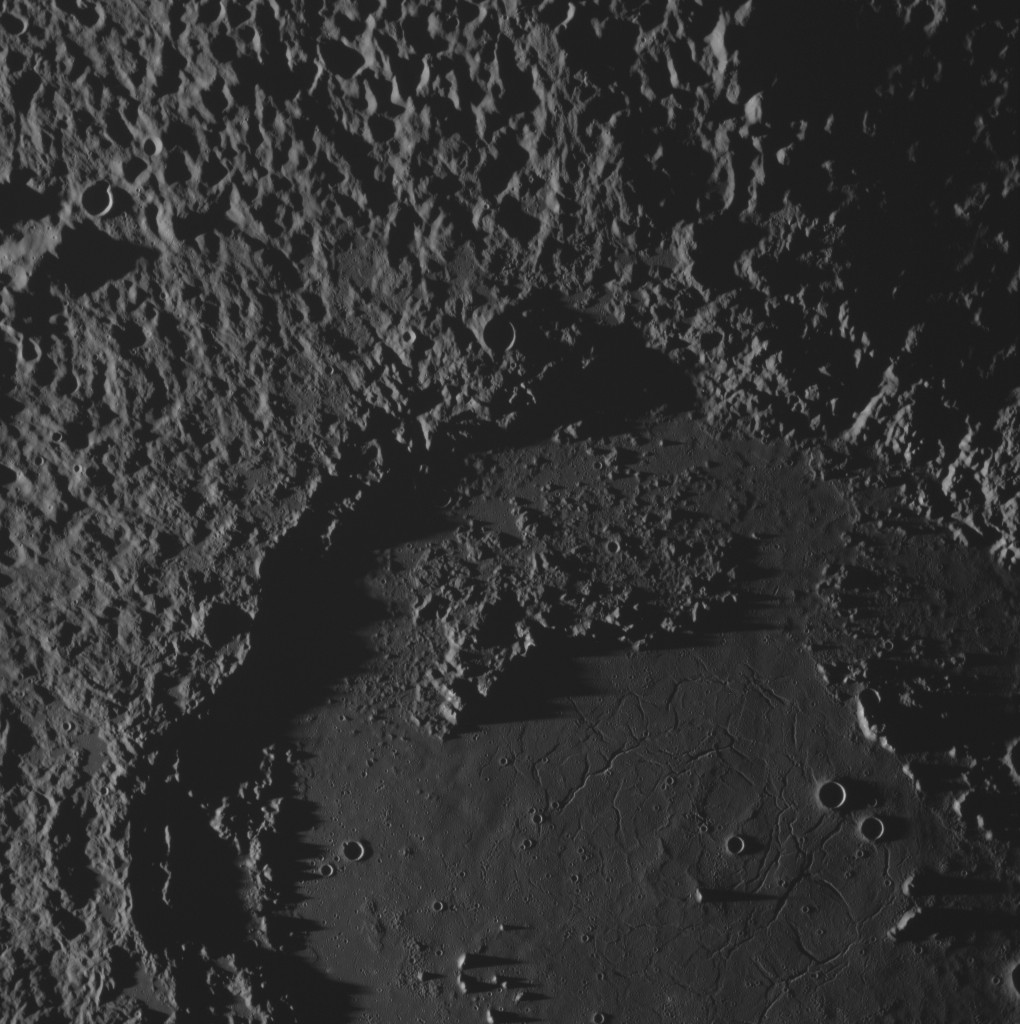
autre angle de vue, MESSENGER (2012)